# David Hentschel
David Hentschel, detto Dave (18 dicembre 1952), è un musicista e produttore discografico britannico.

## Biografia
Come tecnico del suono, ha lavorato ad album molto importanti del rock internazionale, come All Things Must Pass di George Harrison e Goodbye Yellow Brick Road di Elton John; si sono avvalsi della sua collaborazione anche artisti come i Genesis, Ringo Starr, i Queen, Marti Webb, Andy Summers, Mike Oldfield, Ronnie Caryl.
David inizia lavorando ai Trident Studios di Londra, dove fa rapidamente carriera; lavora a molti album e suona persino il sintetizzatore in alcune registrazioni di alto livello, come i brani di Elton John Rocket Man, Ticking e Funeral for a Friend. In quest'ultimo pezzo egli si cimenta al sintetizzatore ARP 2500.
Nel 1974, dopo aver lasciato i Trident Studios, David produce un proprio album, Startling Music, contenente cover dei brani costituenti il primo album di Ringo Starr: esso mette in luce performance di Phil Collins, David Cole, Ronnie Caryl, John Gilbert e dello stesso Starr.
Inoltre, Hentschel inizia una proficua collaborazione con i Genesis, co-producendo i loro album da A Trick of the Tail del 1976 a Duke del 1980.
Nel 1982 David collabora con il paroliere Don Black nella realizzazione di un brano per Marti Webb (I'm Not That Kind of Girl), che non riscuote particolare successo nonostante la presenza di Phil Collins alla batteria e di Kiki Dee ai cori. Nel 1983 compone le musiche del film Rita, Rita, Rita; nel 1985 si trasferisce a Los Angeles, dove fonda dei primi studi MIDI lavorando con la Ensoniq.
Hentschel ha recentemente lavorato agli album di alcune band facenti parte di generi musicali contenenti espliciti richiami a testi, tematiche e professioni di fede cristiane; tra questi gruppi ricordiamo i P.O.D., gli Out of Eden, Jennifer Knapp e i Point of Grace.